# Mount Burr
Mount Burr är en ort i Australien. Den ligger i kommunen Wattle Range och delstaten South Australia, omkring 330 kilometer sydost om delstatshuvudstaden Adelaide.
Trakten runt Mount Burr är nära nog obefolkad, med mindre än två invånare per kvadratkilometer.. Närmaste större samhälle är Millicent, omkring 11 kilometer sydväst om Mount Burr. 
Trakten runt Mount Burr består till största delen av jordbruksmark. Genomsnittlig årsnederbörd är 896 millimeter. Den regnigaste månaden är juni, med i genomsnitt 151 mm nederbörd, och den torraste är februari, med 15 mm nederbörd.